# 제8회 전국동시지방선거 제주특별자치도
이 문서는 제8회 전국동시지방선거 제주특별자치도 지역 투·개표 결과이다.

## 개표 결과

### 제주특별자치도지사
|  | 55.14% |

|  | 39.48% |

|  | 3.42% |

|  | 1.94% |

### 제주특별자치도교육감
|  | 57.47% |

|  | 42.52% |

## 같이 보기
- 제8회 전국동시지방선거